# チャマメ
チャマメ（Chamamé）とはアルゼンチン北東部リトラル地方で演奏されるフォルクローレのひとつ。同地方のフォルクローレであるラスギート・ドブレ、バルセアードとともにリトラル音楽と総称される。

## 概要
イエズス会の伝道団は18世紀後半にスペイン王によって追放されるまで、地域に文化的な成長の衝動を与え続けた。この地域内でコリエンテス州のヤペユーは、多くのチャマメのオリジナルが生まれた地点の中でも特に音楽文化の中心となった。さらにスパニッシュ・ギターやヴァイオリンやアコーディオンなどの楽器の混成が進み、遂に結果として現在我々がチャマメとして知るようなものになった。20世紀初頭にはレコーディングされ、それ以前はしばしばコリエンテス・ポルカと言及されたが、既に1931年にはチャマメという単語は使われた。
チャマメは基本的にアコーディオンとバンドネオンのコンビネーションをギターが伴奏する形式で演奏される、軽快なダンス音楽である。隣接するパラグアイとの音楽的な交流も盛んで、パラグアイのフォルクローレとの共通項も多い。

## ミュージシャン
1940年代にブエノスアイレスで活躍したマリオ・ミラン・メディーナ、アントニオ・タラーゴ・ロス、トランシト・ココマローラなどが先駆者といえる。なかでも、マリオ・ミラン・メディーナの「カンビーチャの農場」は、アルゼンチンの音楽史上最大のヒット曲となった。また、パリミュゼットのラウル・バルボーサなど他のジャンルとの交流も広がっている。
現在、シャマメのリズムを代表するアコーディオン奏者の一人がアレハンドロ・ブリテスです。